# Гришаева, Лидия Максимовна
Лидия Максимовна Гришаева (1915 — 28 июня 1998 года) — заведующая терапевтическим отделением центральной больницы города Куйбышева, Герой Социалистического Труда (1969).

## Биография
Родилась в 1915 году в городе Курск. Русская.
В 1945 году — окончила Куйбышевский медицинский институт.
В 1945—1948 годах — работала терапевтом, а в 1948—1950 годах — старшим ординатором терапевтического отделения центральной больницы.
С 1950 года — заведующая терапевтическим отделением центральной больницы города Куйбышева.
На базе руководимого ею терапевтического отделения было создано первое в Куйбышеве отделение для больных инфарктом миокарда.
В 1952 году вступила в КПСС.
Неоднократно избиралась депутатом Куйбышевского городского Совета народных депутатов.
Умерла 28 июля 1998 года.

## Награды
- Герой Социалистического Труда (1969) — за большие заслуги в области охраны здоровья советского народа
- Орден Ленина (1969)